# Кобаясі Суміо
Суміо Кобаяші (нар. 29 грудня 1982, префектура Міє, Японія) — композитор сучасної класичної музики. У віці 3-х років почав навчання сольфеджіо та фортепіано. Закінчив Університет Хітоцубасі (Токіо, Японія). Неодноразово був призером міжнародних конкурсів в області музики.
Брав участь як запрошений композитор у Міжнародному Музичному Фестивалі Takefu в Японії (2010, 2013, 2014 року), Фестивалі Сучасної Музики Icon Arts в Румунії (2013), Міжнародному Музичному Фестивалі Tongyeong в Кореї (2015).
Крім композиторської діяльності, займається дослідженнями в галузі лінгвістики. Вступив в Кентський університет (Кентербері, Велика Британія). На даний момент (2016) є аспірантом даного університету. Отримав науково-дослідницький грант для роботи над темою «Вплив рідної мови і музичного досвіду на ритм сприйняття» (2016—2017). Крім рідної японської мови, вільно володіє англійською та французькою, вивчає російську.

## Нагороди
- 2007 TIAA, Японія. Переможець конкурсу композиторів[1]
- 2009 Переможець музичного конкурсу Японії[2]
- 2011 Міжнародний конкурс ICOMS в Італії. Друге місце[3]
- 2011 Міжнародний конкурс композиторів Isang Yun в Кореї. Особлива нагорода[4]
- 2012 Міжнародний конкурс Mullord Award у Великій Британії. Приз Mullord за поему[5]
- 2012 4й міжнародний конкурс Synthermia в Греції. Переможець конкурсу[6]
- 2013 Конкурс композиторів Toru Takemitsu в Японії. Друге місце[7]
- 2015 Міжнародний конкурс композиторів Pablo Casa у Франції. Друге місце[8]
- 2015 Міжнародний конкурс Sun River Prize в Китаї. Заохочувальна премія
- 2016 17й міжнародний конкурс композиторів Weimarer Frühjahrstage в Німеччині. Третє місце[9]
- 2016 Міжнародний конкурс BMIMF в Кореї. Перше місце
- 2016 Міжнародний конкурс композиторів у Вроцлаві. Перше місце[10]

## Роботи
- A Silver Note of Perfumed Moon
- Sounds from the Forests are
- Music by Krasnale

## Офіційний сайт
http://sumiokobayashi.com [Архівовано 18 Травня 2017 у Wayback Machine.]